# Sœurs de Saint-Paul
La Congrégation des Sœurs de Saint-Paul, dite Œuvre de Saint-Paul, est une congrégation religieuse féminine fondée en 1873 par le chanoine Joseph Schorderet à Fribourg en Suisse. Ses membres ont pour principale mission l'évangélisation par les médias imprimés.

## Historique

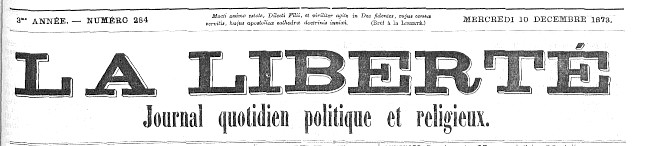
Titre du journal, 10 décembre 1873.

La Congrégation des Sœurs de Saint-Paul est fondée le 8 décembre 1873 à Fribourg par le chanoine Joseph Schorderet, encouragé par la bienheureuse Marguerite Bays. Le 26 mai 1874, l'Œuvre de Saint-Paul, alors composée de quelques jeunes filles de Fribourg formées dans l’esprit de saint Paul, s'installe dans les locaux de La Liberté, désertés le matin même par les typographes du journal. Le journal a ensuite été composé et imprimé par les sœurs « pendant des décennies, dans des conditions très spartiates, s’endormant chaque soir au bruit de la rotative ».
En plein Kulturkampf, Joseph Schorderet entend « restaurer le règne de Jésus-Christ par la presse », en réaction aux tendances libérales et à la presse radicale. Il a connaissance de femmes qui travaillent dans les imprimeries en France. Il était alors interdit de fonder une nouvelle congrégation. L’engagement des sœurs s'est donc déroulé clandestinement à la cathédrale de Fribourg, dans la nuit du 5 au 6 juin 1874. Elles n’ont pas d’habit religieux distinctif afin de ne pas éveiller l'attention. Les sœurs portent par contre une croix figurant le Christ dans un cercle, symbole de l’universalité de l’amour de Dieu.
En 2023, la congrégation compte 107 religieuses (30 à Fribourg, 40 au Viêt Nam, 22 à Madagascar, 9 au Burundi et 6 au Cameroun), sa supérieure générale est Agnès Diène (originaire du Sénégal). La moyenne d’âge à Fribourg est de 86 ans. 

## Mission
Les Sœurs de Saint-Paul ont pour principale mission de servir l'Église et d'évangéliser par la presse et les autres médias.
La congrégation est propriétaire du Groupe Saint-Paul, qui gère quatre journaux dont le quotidien La Liberté et trois journaux régionaux. Selon le président du conseil d'administration du Groupe, les sœurs « n’ont jamais sollicité financièrement les médias pour leurs propres besoins », et « leur gestion s'apparente à celle d’une entreprise familiale préoccupée de pérénnité » (Martial Pasquier, en 2023).